# Nyegrefalva
Nyegrefalva (Negreia) falu Romániában, Máramaros megyében.

## Fekvése
Máramaros megyében, Felsőbányától délkeletre, Bajfalu mellett fekvő település.

## Története
Nyegrefalva és környéke ősidők óta a nagybányai uradalomhoz tartozott.
A 17. században a daróczi uradalom része volt, s egyben a szatmári vár alá volt rendelve.
A települést az 1717 évi tatárdúlás szinte teljesen elpusztította.
A 18. században a Sándor család birtoka volt, majd a királyi fiskusra szállott.
A 20. század század elején nagyobb birtokosa nem volt.
A település határában a 20. század elején elhagyott ércbányák voltak láthatók, melyeket egykor Thurzó nádor műveltetett, s látható volt az ún. Thúrzó árka is, mely a felsőbányai bányaműveléshez használt vízvezeték volt.

## Nevezetességek
- Görögkatolikus fatemploma 1782-ben épült.